# Момотови
Момотовите (Momotidae) са семейство птици от разред синявицоподобни (Coraciiformes), който включва също така земеродните рибарчета, пчелоядовите и синявицовите.

## Разпространение и местообитание
Всички живи видове са разпространени в тропическите гористи местности на Америка.

## Описание
Тези дървесни птици са със среден размер – дължината им е около 16 – 48 cm. Те имат пъстра перушина и сравнително голям и масивен клюн. Краката и крилата им са къси.
Всички представители на това семейство, с изключение на Hylomanes momotula имат сравнително дълги опашки с върхове във формата на тенис ракета, като тези на мъжките са малко по-големи от тези на женските.

## Хранене
Момотовите се хранят с дребни насекоми и гущери, а също така и с плодове. Няколко вида от Коста Рика са забелязани да се хранят с отровните жаби стрела.

## Размножаване
Подобно на повечето синявицоподобни, правят гнездата си в дупки по дърветата. Снасят около четири бели яйца, които се излюпват след около 20 дена. Младите напускат гнездото след още 30 дена. И двамата родители се грижат за малките пиленца.

## Класификация
Семейството се състои от 6 рода и 14 живи вида.
Семейство Момотови
- Род Hylomanes Lichtenstein, 1839
  - Вид Hylomanes momotula Lichtenstein, 1839
- Род Aspatha Sharpe, 1892
  - Вид Aspatha gularis (Lafresnaye, 1840)
- Род Момоти (Momotus) Brisson, 1760
  - Вид Momotus mexicanus Swainson, 1827
  - Вид Синьочел момот (Momotus momota) (Linnaeus, 1766)
  - Вид Momotus lessonii Lesson, 1842
  - Вид Momotus aequatorialis Gould, 1858
  - Вид Momotus subrufescens (PL Sclater, 1853)
  - Вид Momotus coeruliceps (Gould, 1836)
  - Вид Тринидадтки момот (Momotus bahamensis) (Swainson, 1838)
- Род Baryphthengus Cabanis & Heine, 1859
  - Вид Baryphthengus martii (Spix, 1824)
  - Вид Baryphthengus ruficapillus (Vieillot, 1818)
- Род Electron Gistel, 1848
  - Вид Electron carinatum (du Bus, 1847)
  - Вид Electron platyrhynchum (Leadbeater, 1829)
- Род Eumomota P.L. Sclater, 1858
  - Вид Eumomota superciliosa (Sandbach, 1837)